# Mangaaruhe (rivière)

La rivière  Mangaaruhe (en anglais : Mangaaruhe River) est un cours d’eau de la région de  Gisborne dans l’Île du Nord de la Nouvelle-Zélande . 

## Géographie
Elle s’écoule à partir de la chaîne de ‘Ngamoko ‘ au sud-ouest du lac Waikaremoana, s’écoulant dans le fleuve  Wairoa à 8 kilomètres au nord de Frasertown.